# Егист
Егист (на старогръцки: Αίγισθος или „сила козла“) в древногръцката митология е син на Тиест и неговата дъщеря Пелопия, брат на Атрей.
Тиест смятал, че той е незаконно лишен от трона на Микена от своя брат, Атрей. Двамата братя непрекъснато се борили един с друг за власт. Тиест съзблазнил жената на брат си Аеропа, заради което Атрей убил синовете му, опекъл телата им и го поднесъл на масата като поканил брат си на гости. След като Тиест без да знае, хапнал от предложеното месо, решил да отмъсти на брат си за извършеното злодеяние и попитал оракула какво да направи. Оракулът казал, че дъщерята на Тиест – Пелопия трябва да роди от него син и този син ще убие Атрей. Така Пелопия родила от кръвосмешението с баща си Егист.
Докато Агамемнон, който е син на Атрей, участва в Троянската война, Егист съблазнява жена му Клитемнестра и узурпира трона. След завръщането на Агамемнон от Троя, двамата любовници го убиват. Агамемнон е отмъстен от сина си Орест, който убива Егист и невярната си майка Клитемнестра.
В буквален превод Егист означава ``козар``.